# Caso Turpin

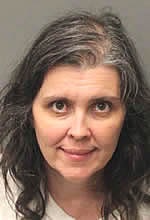
Louise Turpin en el momento de su arresto.

El caso Turpin fue un caso de maltrato infantil y cautiverio ocurrido en Perris, California, Estados Unidos, donde David y Louise Turpin mantuvieron recluidos a sus trece hijos durante años. Los Turpin tenían encadenados a sus hijos y les golpeaban, permitiéndoles comer una vez al día y ducharse solamente una vez al año.  

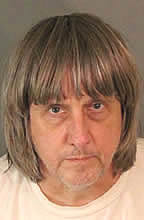
David Turpin en el momento de su arresto.

El 14 de enero de 2018, una de las hijas, de 17 años, escapó y contactó con la policía. Cuando la policía entró en la casa, encontró a algunos de los hijos en una habitación oscura. Los trece hermanos tenían entre 2 y 29 años. Siete de ellos eran mayores de 18 años, aunque estaban tan desnutridos que aparentaban ser de menor edad. La hija mayor, que tenía 29 años, tan sólo pesaba 37 kilos y algunos de los hijos desconocían conceptos básicos como la medicina o la policía.
Al ser detenidos en enero de 2018, David y Louise se declararon inocentes de todos los cargos. En los meses posteriores a la detención, se sucedieron acciones legales y procesos judiciales que atrajeron la atención mediática nacional e internacional. El caso se consideró "extraordinario por numerosas razones". Mientras que en casos típicos de maltrato suele haber una víctima, aquí ambos padres habían abusado de varios de sus hijos. El Dr. Bernard Gallagher destacó lo calculado del abuso como otro aspecto extraordinario del caso.

## Sospechosos
Los sospechosos David Allen Turpin (nacido el 17 de octubre de 1961) y Louise Anna Turpin (nacida el 24 de mayo de 1968) se casaron en 1985 en Pearisburg, Virginia, cuando David tenía 23 años y Louise tenía 16. La pareja se había fugado, lo que no gustó al padre de Louise, Wayne Robinette, un pastor de la iglesia pentecostal.
David, según sus padres, era un ingeniero informático graduado en Instituto Politécnico y Universidad Estatal de Virginia. En 1979, se graduó de Princeton High School en Virginia Occidental. El anuario escolar de 1979 lo incluía como tesorero del club de la Biblia, co-capitán del club de Ajedrez, miembro del club de Ciencias y del coro a capela. La ocupación de Louise figuraba en los documentos del juzgado como ama de casa. La pareja era seguidora del movimiento Quiverfull y del pentecostalismo. Según los padres de David, la pareja siguió teniendo hijos porque "Dios los llamó" a hacerlo. Los Turpin obligaban a sus hijos a memorizar la Biblia como parte de su educación en casa. David ganaba alrededor de $ 140,000 al año en Northrop Grumman, además tenía cerca de $ 150,000 en activos. Los Turpin se declararon en quiebra en 2011, con deudas de entre $ 100,000 y $ 500,000.
Entre 1986 y 2003, la pareja vivió en Fort Worth, Texas en una casa móvil alquilada. Después vivieron en una propiedad en Rio Vista, pero abandonaron la zona en el 2010. Tras su partida, los vecinos supuestamente encontraron la casa en condiciones deplorables: excrementos, cuerdas atadas a las camas y varios gatos y perros muertos en un remolque y grandes cantidades de basura alrededor de la propiedad, pero no lo denunciaron. En su posterior casa en Perris, California, el jardín estaba descuidado, lo que originó una infracción de las normas del vecindario. Los vecinos relataron que los niños se paraban y se quedaban en silencio cuando se les hablaba, "como niños cuya única defensa era ser invisibles". Saltaban en lugar de caminar, y parecían desnutridos y pálidos.

## Escape y rescate
Tras dos años de planificación, el 14 de enero de 2018 dos hermanas escaparon por una ventana. Aunque la menor de trece años regresó a la casa por miedo, la de diecisiete años, logró llamar al 911 con un móvil desactivado. La joven mostró a los oficiales de policía fotos de las condiciones en las que vivían. Cuando los agentes del departamento de policía del Condado de Riverside llegaron a la casa, se encontraron a los otros doce hermanos, uno de los cuales (de 22 años) estaba esposado a una cama con cadenas. Los oficiales sospecharon que otros dos, también, habían sido encadenados justo antes de entrar a la casa.
Al entrar la policía, Louise Turpin se mostró "perpleja" y ninguno de los padres pudo explicar por qué tenían a sus hijos en esas condiciones. Los seis menores fueron ingresados en la unidad pediátrica del Riverside County Regional Medical Center. Los siete adultos fueron atendidos en el Corona Regional Medical Center, donde los describieron como pequeños para su edad pero estables, aliviados y amigables. A finales de febrero, mientras los adultos seguían hospitalizados, los menores fueron asignados a familias de acogida.

## Arresto y procedimientos legales
El 14 de enero de 2018, David y Louise Turpin fueron arrestados bajo sospecha de maltrato infantil y de haber sometido a sus hijos a tortura y fueron internados en una cárcel del condado de Riverside con una fianza de 9 millones de dólares. Algunas fuentes informaron que la fianza se había fijado en 12 millones de dólares cada uno. La policía registró la propiedad de los Turpin el 17 de enero, llevándose bolsas de plástico negro con diversas pruebas. También se encontraron cientos de diarios escritos por los niños. Aunque su admisibilidad en el tribunal era dudosa, se esperaba que proporcionaran una visión única de las experiencias de las víctimas sometidas a tortura y a cautiverio a largo plazo.
Los Turpin fueron acusados el 18 de enero de doce cargos de tortura, doce cargos de secuestro, siete cargos de abuso contra un adulto dependiente y seis cargos de maltrato infantil. David recibió un cargo adicional de cometer un acto lascivo en un niño menor de 14 años. Si se los declara culpables de todos los cargos, los dos podrían ser enviados a prisión por un período de 94 años hasta cadena perpetua. Al anunciar los cargos contra los Turpin, el fiscal de distrito del condado de Riverside Mike Hestrin dijo: "El abuso y la negligencia grave se intensificaron con el tiempo y se intensificaron cuando se mudaron a California". La pareja se declaró inocente de los cargos.
En una breve audiencia el 24 de enero, el juez aceptó la solicitud de los fiscales de una orden de restricción que prohibía el contacto entre los Turpin y sus hijos por un período de tres años. Los padres tenían prohibido acercarse a menos de 100 yardas (91 m) a cualquiera de sus hijos o establecer contacto electrónico con ellos. Ambos acusados aceptaron estas restricciones.
El 23 de febrero, Hestrin presentó otros tres cargos de maltrato infantil contra la pareja y un cargo de delito grave contra Louise individualmente. Se programó una Conferencia de Resolución de Delitos para el 23 de marzo, con una audiencia preliminar posterior al 14 de mayo. El 4 de mayo, David fue acusado de ocho cargos de perjurio en relación con las declaraciones juradas que presentó ante el Departamento de Educación de California entre los años 2010-2017, declarando que "los niños en el hogar recibían una educación de tiempo completo en una escuela privada". Se programó para el 20 de junio de 2018 la audiencia preliminar para la pareja.
El 22 de junio de 2018 David y Louise Turpin fueron condenados a una condena de entre 25 años y cadena perpetua.

## Reacción de los amigos y familiares
El 17 de enero de 2018, la hermana de Louise dijo que suplicó durante décadas ver a sus sobrinas y sobrinos, incluso a través de Skype pero que la pareja no se lo permitió. Otra hermana de Louise dijo que estaba preocupada por el peso de los niños. La tía de Louise Turpin dijo: "Con las fotos familiares que subían a Facebook, pensábamos que eran una gran familia feliz". Los padres de David dijeron que estaban "sorprendidos y conmocionados" por las acusaciones contra su hijo y su nuera. El abogado que los representó cuando la pareja se declaró en quiebra dijo que se había reunido con la pareja unas cuatro o cinco veces en 2011 y los describió como "muy normales".

## En la cultura popular
- La hermana de Louise Turpin reveló en el programa Megyn Kelly Today que aunque aparentemente conservadores la pareja había experimentado con diferentes religiones y con Intercambio de pareja.[28][29]
- La hermana de Louise Turpin, Elizabeth, y su prima Patricia expusieron el maltrato infantil que los afectó a todos en la serie de televisión The Dr. Oz Show, emitida el 30 de enero de 2018.[30]
- La serie de televisión El show del Dr. Phil, episodio: "Inside the California ‘House of Horrors'", emitida en enero de 2018, familiares, vecinos y amigos hablan con el Dr. Phil sobre los secretos que presuntamente ocurrían dentro del hogar. La superviviente de secuestro Michelle Knight compartió un mensaje para los niños.[31][32]
- Law & Order: Special Victims Unit emitió un episodio el 2 de mayo de 2018 titulado "The Book of Esther", sobre una familia en Queens, Nueva York basada en la historia de los Turpin.[33]
- En la serie de televisión 9-1-1 (serie de televisión) de la cadena FOX se presentó un caso basado en la familia Turpin en el sexto episodio de la tercera temporada titulado "Monsters", emitido el 28 de octubre de 2019.